# ジェルマン・レジェ・テストウィード
ジェルマン・レジェ・テストウィード（Germain Leger Testvuide、1849年10月2日 - 1891年8月4日）は、パリ外国宣教会所属のフランス人宣教師である。1873年（明治6年）9月に来日、西関東及び東海地方の宣教に従事し、日本での宣教に生涯を捧げた。1889年（明治22年）に日本最古のハンセン病療養所である神山復生病院を設立したことで知られる。日本のカトリック教会ではテストヴィド神父と呼ばれている。

## 生涯
1849年（嘉永2年）、フランスのオートマルヌ県ティヴェに生まれる。ラングルの神学校で学び、助祭に挙げられたのち、1872年（明治5年）10月8日にパリ外国宣教会の運営する神学校に転校する。翌1873年（明治6年）6月7日、司祭に叙階され7月2日に日本へ向けて出発。同年12月に横浜に到着した。来日当初は横須賀海軍工廠に雇われていたフランス人技師の教会である聖ルイ教会を司牧していた。

### 横浜での宣教
パリ外国宣教会では1859年（安政6年）の横浜開港時に日本再宣教のため、司祭のジラールらを日本に送っている。1862年（文久元年）には近代日本で初の聖堂となる横浜天主堂（山手教会初代聖堂）が、横浜居留地80番地（現：横浜市中区山下町80）で献堂された。1864年（元治元年）に長崎で献堂された大浦天主堂では、翌1865年（元治2年）に司祭のプティジャンが隠れキリシタンを発見している。テストウィードも同時代に活躍した宣教師の一人であった。
テストウィードは、1875年（明治8年）より山手教会にて一時は教会会計を兼務しながら、同教会を根拠地として東京近郊の武蔵野方面（八王子、砂川地区）で宣教活動を行い、翌1876年（明治9年）には北緯代牧区巡回宣教師となった。

### 八王子での宣教
北緯代牧区巡回宣教師となった1876年（明治9年）より、下壱分方村を訪れて宣教を開始、さらに下壱分方から距離にして一里ほどの八王子でも宣教を始める。江戸時代からの宿場町であった八王子は、明治時代には横浜港経由での生糸・織物の輸出で栄え「絹の道」と呼ばれた神奈川往還を通じて、横浜とは縁の深い町であった。
日本における部落解放運動の先駆者であった山上卓樹はテストウィードから洗礼を受け、青年伝道士としてテストウィードの指導のもと活動し、1878年（明治11年）には故郷の下壱分方村福岡（現：八王子市泉町）に聖瑪利亜教会を建てた。これが現在の泉町集会所である。その後、横浜の信徒であった塚本五郎が故郷の八王子に移住し自宅を提供したことから、テストウィードは彼らの家に泊まり八王子をたびたび訪れるようになる。1884年（明治17年）には八日町に一軒家を借りて伝道士を住まわせ、そこを拠点として八王子での宣教を本格化し、1889年（明治22年）には三崎町に礼拝堂が完成した。これが現在の八王子教会である。
1890年（明治23年）に過労による病気のため八王子を去るまで、テストウィードの宣教は続いた。

### 神山復生病院の設立
テストウィードは、1880年（明治13年）より西関東や東海道沿いの地方への宣教を担当し、その範囲は愛知・岐阜県に及んだ。1884年（明治17年）には静岡市鷹匠町に布教所を設立、ここを拠点に藤枝・浜松方面をも巡回し、翌1885年（明治18年）には沼津にも布教所を設立した。
この巡回伝道の旅行中、足柄街道筋の水車小屋で30歳ぐらいの盲目の女性ハンセン病患者と出会い、療養所の設立を決意する。1883年（明治16年）の春、御殿場の鮎沢村（現在の御殿場市新橋）に家屋を借用して6名の患者を収容する。薬はモロカイ島でハンセン病の患者を世話していた司祭のヨセフ・デ・ブーステルから調達した。またブーステルの紹介でハンセン病治療医の後藤昌直と知り合いとなり、新薬を分けてもらった。
1888年（明治21年）、静岡県駿東郡富士岡村字神山（現在の御殿場市）に土地を購入し、翌1889年（明治22年）5月に新たな診療所を設立し、患者20名を収容する。彼は上司に診療所の設立許可を願うにあたり「らい患者が現世の苦しみによって永遠の生命を得ることができたら苦しみも又幸せとなるでしょう。そのために病院を建て、そのことを教えたいと思います。こうして彼らは肉体の救いと共に魂のたすかりを得ると思います」と説明した。彼はこの診療所に「主における復活」の意味で「神山復生病院」と命名、これが日本最初のハンセン病療養所となった。

### 死去
1891年（明治24年）5月下旬に体調を崩し、治療のため6月2日に香港の宣教師療養所ベタニアの園へ着き、5日にミサを立てたが、これが最後のミサとなった。同年6月25日に医師から胃癌の宣告を受け、その後回復することなく8月4日に死去した。